# Oxytropis karataviensis
Oxytropis karataviensis är en ärtväxtart som beskrevs av Nikolai Vasilievich Pavlov. Oxytropis karataviensis ingår i släktet klovedlar, och familjen ärtväxter. Inga underarter finns listade i Catalogue of Life.